# Петух (фильм, 1965)
«Петух» — советский чёрно-белый художественный широкоэкранный комедийный фильм 1965 года режиссёров Хангельды Агаханова и Ниссона Зелеранского, снятый на киностудии «Туркменфильм».
Премьера состоялась 22 июня 1966 года. Фильм посмотрели 11,5 млн зрителей.

## Сюжет
Молодой и талантливый студент Чары Мурадов был направлен работать инженером в колхоз вместо того, чтобы поехать на международный матч в Прагу. В колхозе Чары сталкивается с недовольством пожилых колхозников из-за своей настойчивости и требовательности. Несмотря на это, молодёжь стоит на стороне Чары. Под угрозой срыва уборочных работ, Чары берёт на себя ответственность и организует работу в колхозе, благодаря чему они перевыполняют план уборки. В конце концов, Чары возвращается с победой из Праги и получает тёплый приём в колхозе, где его теперь все уважают и ценят.

## В ролях
- Леонид Реутов — Чары Мурадов
- Людмила Курбанмухамедова — Айджан
- Варвара Сошальская — Джамал Назарова, председатель колхоза
- Л. Блохин — Овез Довранов
- Куллук Ходжаев — Довран-ага
- Айсалтан Бердыева — Мамагуль, мать Овеза
- Ходжоу Аннадурдыев — Артык-Ага
- Курбан Кельджаев — Ашир
- Сарры Каррыев — Дурды-Ага
- Михаил Кириллов — Берды-Ага
- Вапа Мухамедов — Бердыев
- Имамберды Суханов — Сахатов
- Байрам Чарыев — Селим
- Акмурад Бяшимов — Акмурад
- Евгений Феофанов — Евгений Иванович, тренер

## Съёмочная группа
- Режиссёры: Хангельды Агаханов, Ниссон Зелеранский
- Сценаристы: Ниссон Зелеранский, Юрий Строев, Михаил Блейман
- Оператор: Владимир Мейбом
- Композитор: Александр Зацепин
- Художник: Георгий Колганов